# VI Congresso del Partito Operaio Socialdemocratico Russo (bolscevico)
Il VI Congresso del Partito Operaio Socialdemocratico Russo (bolscevico), o POSDR(b), si svolse dall'8 al 16 agosto (dal 26 luglio al 3 agosto secondo il calendario giuliano allora in vigore) del 1917 a Pietrogrado. Fu il primo Congresso del partito dopo il rovesciamento della monarchia seguìto alla Rivoluzione di febbraio.

## Lavori
Ai lavori presero parte 266 delegati, di cui 157 con diritto di voto deliberativo, 91 di voto consultivo e 18 senza diritto di voto. Tra le decisioni assunte, fu stabilito di procedere alla preparazione dell'insurrezione armata per giungere alla conquista del potere che si sarebbe concretizzata con la Rivoluzione d'ottobre.
Il congresso provvide ad eleggere il Comitato centrale, composto da 21 membri effettivi e 10 candidati. Successivamente il CC elesse al proprio interno un Politburo di cui andarono a far parte Lenin, Stalin, Zinov'ev, Kamenev, Trockij, Bubnov e Sokol'nikov.